# Tippa My Tongue
«Tippa My Tongue» — песня американской альтернативной рок-группы Red Hot Chili Peppers. Она была официально выпущена вместе с клипом 2022 года 19 августа . Это первый сингл с их студийного альбома Return of the Dream Canteen, вышедшего 14 октября 2022 года.

## О сингле
Впервые упомянутая на выступлениях Фли и Кидисом вместе с анонсом полноформатного альбома, «Tippa My Tongue» — это оптимистичная песня в стиле фанк-рока и альтернативного рока. Барабанщик Чэд Смит описал влияние трека следующим образом: «В ней чувствуется P-Funk. Я слышу в ней Джорджа [Клинтона], а также какие-то хендриксовые примочки».

## Музыкальное видео
Режиссёром клипа на песню выступила Малия Джеймс. Психоделические образы клипа были названы «трипповыми» журналами Louder и NME. Журнал Far Out описал атмосферу клипа как «психоделический мир, наполненный геометрическими формами и сочными оттенками».

## Список композиций
Слова и музыка всех песен — Энтони Кидиса, Фли, Джона Фрушанте и Чэда Смита.
| №  | Название          | Длительность |
| -- | ----------------- | ------------ |
| 1. | «Tippa My Tongue» | 4:20         |

## Участники записи
- Энтони Кидис — ведущий вокал
- Фли — бас-гитара
- Джон Фрушанте — гитара, бэк-вокал
- Чэд Смит — ударные

### Дополнительный персонал
- Рик Рубин — производство
- Райан Хьюитт[англ.] — звукоинженер